# Payniken
Payniken (Pä'änkün'k, Penkenke, Péeneken; Künün-a-Güna, Tehuelches septentrionales, Sjeverni Tehuelče) sjeverna skupina Tehuelche Indijanaca koji su živjeli u Argentinskim pampasima sjeverno od rijeke Chubut. Sami sebe nazivali su Gününa-kün(n)a, a svoj jezik gününa yáxëč.
Skupinu Sjeverne Tehuelche čine zajedno s nešto zapadnijom skupinom u andskom području koji se zovu Planinski Tehuelche ili Küwach-a-Güna (Mountain Tehuelche). Ne smiju se brkati s plemenom Puelche (Guennakin) koji su živjeli njima na sjeveru. Južni su im susjedi bili Mecharnuekenk

## Vanjske poveznice
- Tehuelche[neaktivna poveznica][neaktivna poveznica]